# Myrmeleon mexicanus
Myrmeleon mexicanus är en insektsart som beskrevs av Banks 1903. Myrmeleon mexicanus ingår i släktet Myrmeleon och familjen myrlejonsländor. Inga underarter finns listade i Catalogue of Life.